# Something from Nothing
Something from Nothing je píseň z debutového alba Columbine od dánské zpěvačky a skladatelky Aury Dione. V Dánsku byl vydán jako první singl již v roce 2007.

## Hitparáda
| Žebříček  | Příčka |
| --------- | ------ |
| Rakousko  | -      |
| Německo   | 90     |
| Evropa    | -      |
| Švýcarsko | -      |
| Dánsko    | 7      |